# ニアリー・ヒューマン
『ニアリー・ヒューマン』（Nearly Human）は、アメリカ合衆国のミュージシャン、トッド・ラングレンが1989年に発表したスタジオ・アルバム。

## 解説
前ソロ・アルバム『ア・カペラ』（1985年）発表後、ラングレンはユートピアを解散するが、1989年1月17日に行われた「キャント・ストップ・ランニング」のレコーディングには、元ユートピアのロジャー・パウエル、カジム・サルトン、ジョン・"ウィリー"・ウィルコックスも参加した。「ウォント・オブ・ア・ネイル」にはボビー・ウーマックがゲスト・ボーカリストとして参加しており、この曲はビルボードのメインストリーム・ロック・チャートで15位に達した。「アイ・ラヴ・マイ・ライフ」ではナラダ・マイケル・ウォルデンがクワイア・マスターを務め、MR. BIGのポール・ギルバートとエリック・マーティンも含む22名の「アイ・ラヴ・マイ・ライフ・クワイア」が参加した。
LPには9曲が収録されたが、CDにはエルヴィス・コステロ&ジ・アトラクションズがアルバム『アームド・フォーセス』（1979年）で発表した曲「トゥ・リトル・ヒトラーズ」のカヴァーが追加されており、曲順も異なる。ジャケットの手形に6本の指があることが問題となった日本では、5本指に変更された。

## 収録曲
特記なき楽曲はトッド・ラングレン作。

### LP

#### サイド1
1. "The Want of a Nail" – 5:14
2. "The Waiting Game" – 4:16
3. "Parallel Lines" – 4:22
4. "Unloved Children" – 4:03
5. "Can't Stop Running" – 5:00

#### サイド2
1. "Fidelity" – 4:39
2. "Feel It" (Todd Rundgren, The Tubes, L. Welnick) – 5:47
3. "Hawking" – 6:51
4. "I Love My Life" – 8:55

### CD
1. ウォント・オブ・ア・ネイル - "The Want of a Nail" – 5:14
2. ウェイティング・ゲーム - "The Waiting Game" – 4:16
3. パラレル・ラインズ - "Parallel Lines" – 4:22
4. トゥ・リトル・ヒトラーズ - "Two Little Hitlers" (Elvis Costello) – 3:55
5. キャント・ストップ・ランニング - "Can't Stop Running" – 5:00
6. アンラヴド・チルドレン - "Unloved Children" – 4:03
7. フィデリティ - "Fidelity" – 4:39
8. フィール・イット - "Feel It" (Todd Rundgren, The Tubes, L. Welnick) – 5:47
9. ホウキング - "Hawking" – 6:51
10. アイ・ラヴ・マイ・ライフ - "I Love My Life" – 8:55

## 参加ミュージシャン
- トッド・ラングレン - ボーカル、ギター

- ライル・ワークマン - ギター
- ヴァーノン・ブラック - ギター
- ヴィンス・ウェルニック - ピアノ、アコーディオン、シンセサイザー
- ジミー・ピュー - ハモンドオルガン
- バイロン・オールレッド - ピアノ、シンセサイザー
- ブレント・ボージェス - シンセサイザー、ハモンドオルガン、バッキング・ボーカル
- ネイト・ギンズバーグ - ピアノ、シンセサイザー
- スコット・ムーン - シンセサイザー
- ロジャー・パウエル - シンセサイザー
- ラリー・タッグ - ベース、バッキング・ボーカル
- カジム・サルトン - ベース
- リック・アンダーソン - ベース
- ランディ・ジャクソン - ベース
- マイケル・アーバノ - ドラムス、ティンバレス
- ジョン・"ウィリー"・ウィルコックス - ドラムス
- プレイリー・プリンス - ドラムス、パーカッション、エレクトロニック・ドラムス
- ゲイリー・ヨスト - タンバリン
- ラルフ・レグニーニ - タンバリン
- マイケル・プルズニック - シェイカー、コンガ
- ミンゴ・ルイス - コンガ
- ボビー・ストリックランド - サックス、フルート
- ピーター・アプフェルバウム - クラリネット
- マイク・ローズ - トランペット
- ポール・シャゴイアン - トランペット
- ジム・ブリン - トロンボーン
- ブルース・ペイン - トロンボーン
- バーバラ・イムホフ - ハープ
- ポール・ブランカート - ストリングス
- ディーン・フランス - ストリングス
- ロバータ・フレイアー - ストリングス
- スティーヴン・ゲール - ストリングス
- ネイザン・ルービン - ストリングス
- ジョン・テニー - ストリングス
- ステファン・ハーシュ - ストリングス
- ザ・ディック・ブライト・ストリングス - ストリングス

- ボビー・ウーマック - ボーカル
- ミシェル・グレイ - バッキング・ボーカル
- ヴィッキ・ランドル - バッキング・ボーカル
- N.D.スマート - バッキング・ボーカル
- ジーニー・トレイシー - バッキング・ボーカル
- ケタ・ビル - バッキング・ボーカル
- キム・カタルーナ - バッキング・ボーカル
- スカイラー・ジェット - バッキング・ボーカル
- メリサ・カリー - バッキング・ボーカル
- スコット・マシューズ - バッキング・ボーカル
- キャリー・シェルドン - バッキング・ボーカル
- ジョン・ハンプトン - バッキング・ボーカル
- アニー・ストッキング - バッキング・ボーカル
- メアリー・ルー・アーノルド - バッキング・ボーカル
- ブライアン・シム - バッキング・ボーカル
- シャンディ・シナモン - バッキング・ボーカル
- ラズ・ケネディ - バッキング・ボーカル
- クラレンス・クレモンズ - バッキング・ボーカル
- デイモン・クーパー - バッキング・ボーカル
- ヴィンス・エボ - バッキング・ボーカル
- シャーリー・フォークナー - バッキング・ボーカル
- エマ・ジーン・フォスター - バッキング・ボーカル
- ポール・ギルバート - バッキング・ボーカル
- デリック・アンドレ・ヒューズ - バッキング・ボーカル
- エリック・マーティン - バッキング・ボーカル
- ケリー・マニーメイカー - バッキング・ボーカル
- ジェニ・マルダー - バッキング・ボーカル
- チャールズ・リード - バッキング・ボーカル
- ポール・スコット - バッキング・ボーカル
- ナラダ・マイケル・ウォルデン - クワイア・マスター on "I Love My Life"